# Loi d'autonomie locale
La loi d'autonomie locale (地方自治法, Chihō-jichi-hō) du Japon, promulguée en tant que Loi n°67 du 17 avril 1947 et mise en vigueur en même temps que la constitution du Japon, le 3 mai de la même année, est une loi de déconcentration créée afin de compléter et d'unifier les précédents textes alors en vigueur dans les gouvernements locaux. Elle permet à des villes ou des préfectures d'obtenir des compétences anciennement allouées au gouvernement central. 